# Kazimierz Morawski (1929–2012)

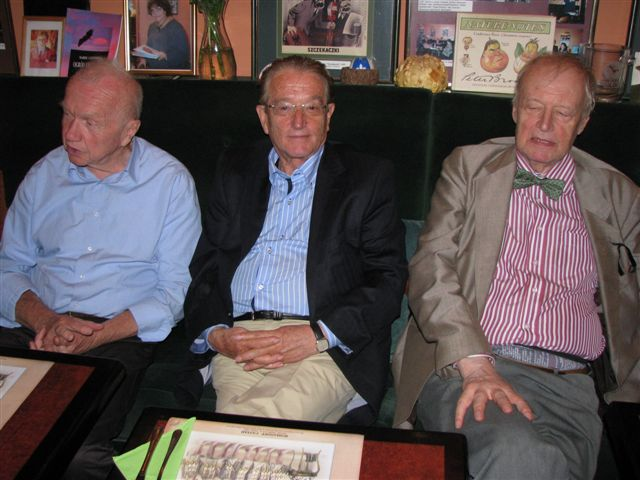
od lewej: S. Pruszyński, K. Morawski i M. Morawski (Warszawa, 21 września 2009)

Kazimierz Bazyli Jerzy Wojciech Morawski (ur. 6 czerwca 1929 w Małej Wsi, zm. 29 października 2012 w Zalesiu Dolnym) – polski dziennikarz i polityk, poseł na Sejm PRL VII, VIII i IX kadencji. Członek Rady Państwa (1982–1989).

## Życiorys
Syn Tadeusza z rodu Morawskich herbu własnego i Julii z książąt Lubomirskich herbu Drużyna, brat Zdzisława. Studiował krótko na Uniwersytecie Poznańskim. Ukończył Akademię Nauk Politycznych w Warszawie. Bezpartyjny, był współzałożycielem Chrześcijańskiego Stowarzyszenia Społecznego od 1957, następnie Unii Chrześcijańsko-Społecznej od 1989. W ChSS w latach 1966–1989 był członkiem Zarządu Głównego, w okresie 1968–1974 sekretarzem generalnym ZG stowarzyszenia, w latach 1974–1989 prezesem. Po przekształceniu ChSS w UChS (1989) był prezesem i członkiem Zarządu Krajowego UChS.
Od 1951 pracował w Agencji Prasowo-Informacyjnej, w latach 1952–1956 dziennikarz w „Słowie Powszechnym”, w latach 1956–1962 zastępca redaktora naczelnego tygodnika „Za i Przeciw”, w latach 1962–1965 korespondent „Za i Przeciw” przy Soborze Watykańskim II, w latach 1978–1983 redaktor naczelny tygodnika.
W latach 1976–1989 poseł na Sejm PRL VII, VIII i IX kadencji, przewodniczący Koła Posłów ChSS w Sejmie VII, VIII i IX kadencji (do stycznia 1989), następnie Koła (Klubu) Posłów UChS (od stycznia do czerwca 1989). W latach 1977–1983 członek prezydium Ogólnopolskiego Komitetu Frontu Jedności Narodu. W latach 1982–1989 członek Rady Państwa. W latach 1982–1989 członek władz Patriotycznego Ruchu Odrodzenia Narodowego. Członek prezydium Tymczasowej Rady Krajowej PRON w 1982, w 1983 został członkiem Rady Krajowej PRON.
W latach 1963–1983 był tajnym współpracownikiem Służby Bezpieczeństwa, jako TW „Mariusz” (IPN BU 001043/3945).
Od 1974 uczestniczył w pracach międzynarodowego kierownictwa Chrześcijańskiej Konferencji Pokojowej. W 1983 wybrany na wiceprzewodniczącego Krajowej Rady Towarzystwa Przyjaźni Polsko-Radzieckiej. Był także członkiem Prezydium Towarzystwa Łączności z Polonią Zagraniczną Polonia.
Założyciel w 1995 i przewodniczący Rady Fundatorów Fundacji Ekumenicznej „Tolerancja” przyznającej medale „Zasłużony dla Tolerancji”. Pełnił funkcję prezesa zarządu Ars Christiana Sp. z o.o.
Od 2000 doradca prezydenta RP Aleksandra Kwaśniewskiego ds. mniejszości narodowych. W związku z opublikowanymi w „Gazecie Polskiej” zarzutami udziału w nagonce antysemickiej w 1968, w marcu 2001 złożył rezygnację ze stanowiska. Kazimierz Morawski nie zgodził się ze stawianymi mu zarzutami, zaprzeczył publikacjom w „GP” i oświadczył, że cała jego społeczno-polityczna działalność służyła idei tolerancji, poszanowania dla wszelkich odmienności, a także budowania zrozumienia i przyjaźni polsko-żydowskiej.
Członek lóż Wielkiego Wschodu Polski.
Został pochowany w Belsku Dużym koło Grójca.

## Odznaczenia
Odznaczony m.in.: Krzyżem Komandorskim, Oficerskim i Kawalerskim Orderu Odrodzenia Polski, Orderem Sztandaru Pracy II klasy, Medalem 30-lecia Polski Ludowej, Złotym Wielkim Medalem (Grande Médaille D’Or) francuskiego odznaczenia Mérite Philantropique, Wielką Gwiazdą Orderu św. Włodzimierza od Patriarchy Moskwy oraz Orderem św. Marii Magdaleny od Kościoła Prawosławnego w Polsce.

## Wywód przodków
| 4. Stanisław Kostka Morawski |  |                          |  |  |                       |
|                              |  | 2. Tadeusz Leon Morawski |  |  |                       |
| 5. Teresa z Morawskich       |  |                          |  |  |                       |
|                              |  |                          |  |  | 1. Kazimierz Morawski |
| 6. Zdzisław Lubomirski       |  |                          |  |  |                       |
|                              |  | 3. Julia z Lubomirskich  |  |  |                       |
| 7. Maria z Branickich        |  |                          |  |  |                       |
|                              |  |                          |  |  |                       |